# Laimosemion agilae
Laimosemion agilae es un pez de agua dulce la familia de los rivulines en el orden de los ciprinodontiformes. Se denomina así por su localidad tipo: Agila (Surinam).

## Morfología
De cuerpo alargado y brillantes colores, los machos pueden alcanzar los 4 cm o poco más de longitud máxima.

## Distribución geográfica
Se encuentran en ríos de América del Sur, en cuencas fluviales de Guayana Francesa, Surinam y Guyana.

## Hábitat
Viven en pequeños cursos de agua entre 22 y 25 °C de temperatura, con rango de pH entre 6 y 7, de comportamiento bentopelágico y no migrador. Prefiere arroyos pequeños y poco profundos o pantanos soleados y marismas, una de las pocas especies que no es saltadora.
No es un pez estacional. Es fácil de mantener cautivo en acuario, por lo que es popular en acuariología siendo una especie muy conocida por los aficionados que los crían con facilidad.
La diferenciación sexual comienza durante la primera semana y la reproducción puede comenzar a los 10 meses; las hembras desovan aproximadamente 20 huevos que miden 1,5 mm de diámetro, que eclosionan después de 4 semanas de incubación a 22 °C, liberando de este modo alevines de 3 mm de largo.